# Ronsberg
Ronsberg település Németországban, azon belül Bajorországban. Lakosainak száma 1720 fő (2023. december 31.).

## Népesség
A település népessége az elmúlt években az alábbi módon változott:
| Lakosok száma | 744  | 1450 | 1712 | 1623 | 1671 | 1700 | 1701 | 1681 | 1684 | 1720 |
|               | 1875 | 1950 | 1975 | 1987 | 2012 | 2014 | 2016 | 2017 | 2021 | 2023 |